# Arbeitssoldat
Arbeitssoldaten waren Angehörige der Arbeiterabteilungen genannten militärischen Formationen im Deutschen Kaiserreich.
Arbeiterabteilungen waren als Teil des Militärjustizwesens dazu bestimmt, Mannschaften, die von ihrer persönlichen Konstitution her zwar für den regulären Militärdienst verwendungsfähig waren, in diesem aber aufgrund der im militärischen Bereich gehandhabten Ehrvorstellungen als nicht tragbar erachtet wurden, zusammenzufassen. Die Aufgabe der Arbeitssoldaten bestand in Friedenszeiten wie im mobilen Zustand vorwiegend in der Dienstleistung für andere militärische Formationen im Bereich der jeweiligen Armeekorps.
An eine Arbeiterabteilung wurden überwiesen:
- Rekruten, die im Zivilleben mit einem zum Zeitpunkt der Einziehung andauernden Verlust der bürgerlichen Ehrenrechte belegt worden waren[3]  sowie
- Mannschaften, die wiederholt oder aufgrund des militärischen Ehrenbegriffs zuwiderlaufender Delikte bestraft worden waren, nach ihrer Entlassung aus der Militärhaft.[4]

Die auf militärgerichtliches Urteil erfolgte Versetzung in die zweite Klasse des Soldatenstandes führte dagegen weder zwangsläufig zu dessen Einstellung in die Arbeiterabteilung noch war sie notwendige Voraussetzung dafür.
Die aus Arbeitssoldaten gebildeten Arbeiterabteilungen befanden sich Anfang des 20. Jahrhunderts in Königsberg, Magdeburg, Koblenz-Ehrenbreitstein, Mainz, Dresden und Ingolstadt. Die preußischen Arbeiterabteilungen waren dem Inspekteur der militärischen Strafanstalten unterstellt. Nähere Bestimmungen fanden sich in der Dienstvorschrift für die Arbeiterabteilungen vom 31. August 1881.
Frankreich hatte Straf-, das Russische Kaiserreich Besserungskompagnien.
Mit Wehrgesetz vom 23. März 1921 wurde das Reichs-Militärgesetz von 1874 aufgehoben und die allgemeine Wehrpflicht abgeschafft. Das Wehrgesetz von 1935 führte sie wieder ein als „Ehrendienst am Deutschen Volke“. „Wehrunwürdig“ und damit ausgeschlossen von der Erfüllung der Dienstpflicht war gemäß § 13 unter anderem, wer nicht im Besitz der bürgerlichen Ehrenrechte war oder durch militärgerichtliches Urteil die Wehrwürdigkeit verloren hatte. Mit Beginn des Zweiten Weltkriegs wurden diese Männer als „bedingt wehrwürdig“ in Bewährungsbataillone einberufen.